# Verhnii Iaseniv, Verhovîna
Verhnii Iaseniv (în ucraineană Верхній Ясенів) este localitatea de reședință a comunei Verhnii Iaseniv din raionul Verhovîna, regiunea Ivano-Frankivsk, Ucraina.

## Demografie
Componența lingvistică a localității Verhnii Iaseniv
     Ucraineană (99,92%)
     Alte limbi (0,08%)
Conform recensământului din 2001, majoritatea populației localității Verhnii Iaseniv era vorbitoare de ucraineană (99,92%), existând în minoritate și vorbitori de alte limbi.